# 池田車站 (北海道)
池田車站（日语：／ Ikeda eki */?）是位於北海道中川郡池田町的北海道旅客鐵道（JR北海道）根室本線的鐵路車站。車站編號為K36。電報略號為イケ。本站亦曾為原由地方交通線池北線轉換至第三部門鐵道北海道池北高原鐵道的故鄉銀河線的南端總站，惜該線已於2006年停運。
車站曾經是包括特急「大空」在內，全部列車都會停靠此車站。2025年3月15日起，隨時間表改正下，下行的「大空7號」成為了28年來首列於本站通過的列車。

### 站名來源
名稱來自附近的池田農場。所屬地區於阿伊努語原稱為「sei-or-sam」，可譯作「貝殼在附近的地方」，隨北海道開拓時，和人到達此處，將其以漢字起名為「凋寒」（しぼさむ）。1904年，因着根室本線開通，德川慶喜的五子池田仲博選擇在凋寒開設農場，車站亦納入成為其農場範圍內，遂以「池田」作為車站名稱。

## 車站構造

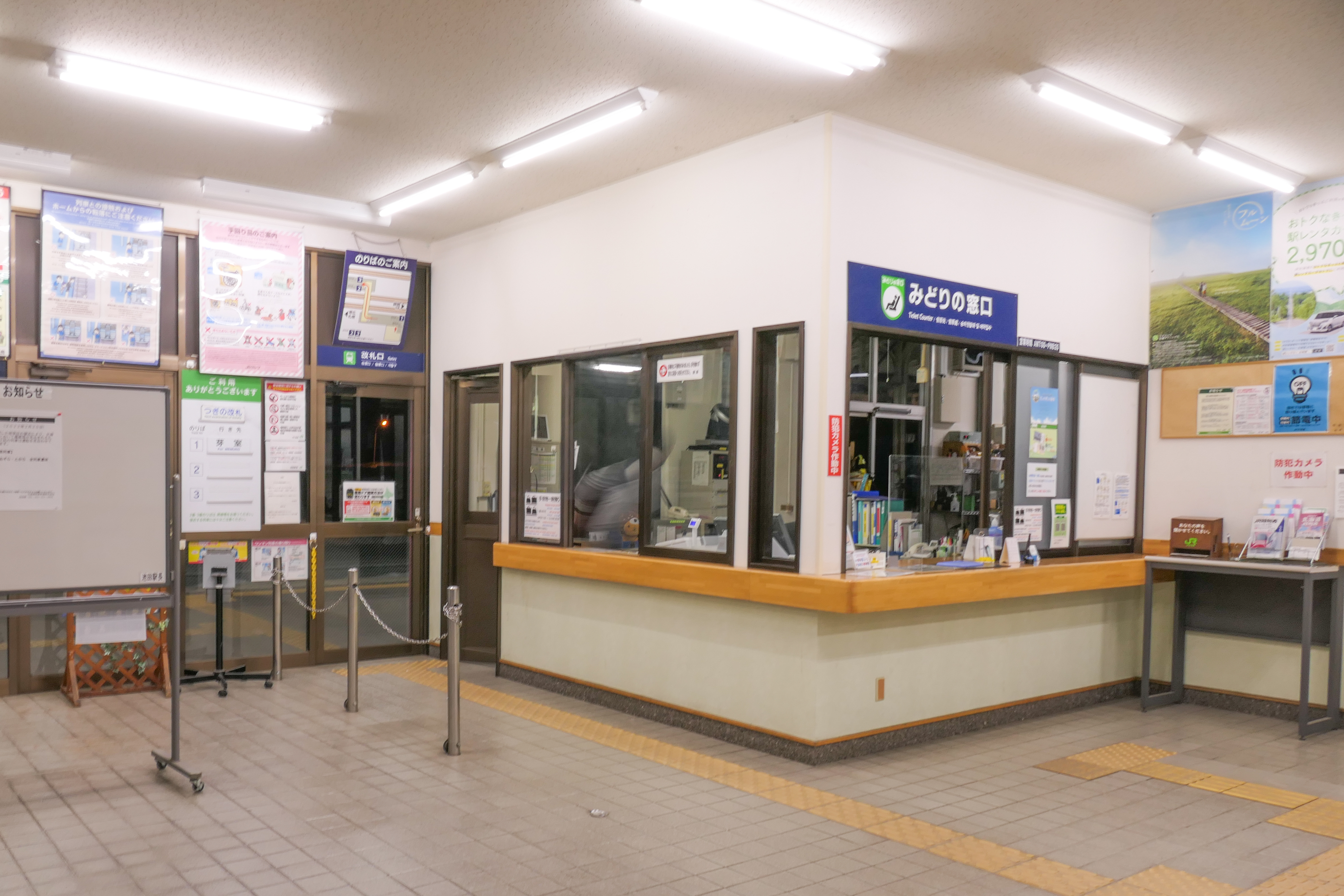
檢票口（2022年2月）

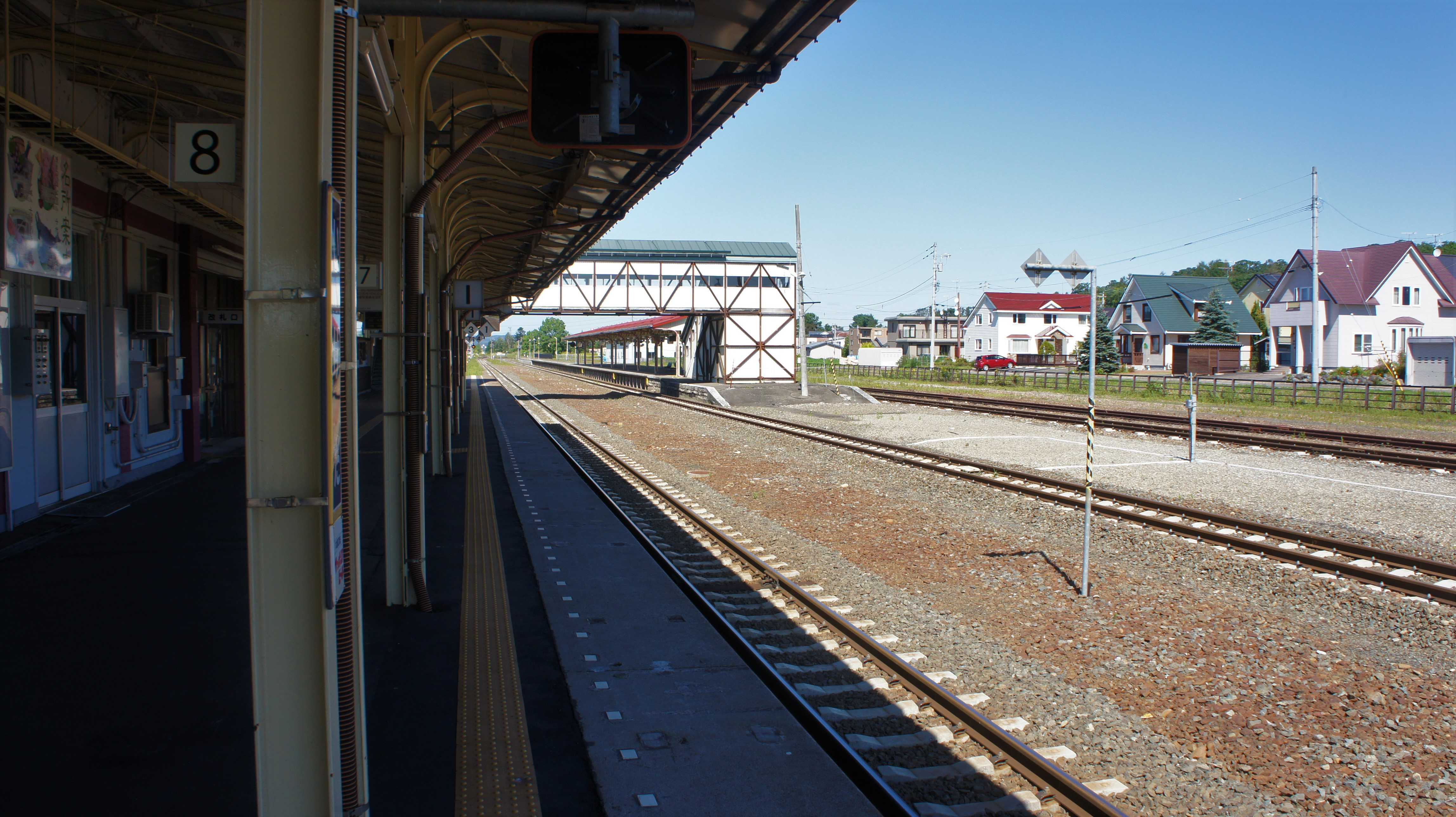
月台（2018年9月）

池田車站為2面3線的地面車站，包括單式（1號線）及島式月台（2、3號線）。上行本線（往帶廣、瀧川、札幌方向）在1號線，而下行本線（往浦幌、釧路方向）則在2號線行駛，而3號線則上下行列車都可以使用。此外，當特急列車行駛時，將會使用鄰近檢票口的1號線，而兩個方向的普通列車則會使用其他路軌。
3號線往瀧川方向的路軌有切出的軌道，為於2006年（平成18年）4月被廢除的故鄉銀河線的4號線的痕跡。此外，根室本線直通列車亦主要使用3號線。
由於在故鄉銀河線廢除前，該車站為池北高原鐵道的運行據點，因此設置池田操作分所，並配置職員（配置職員車站）。綠窗口營業時間為7時00分至20時20分，並設有售票亭。

## 歷史
- 1904年12月15日 - 以北海道官設鐵道利別～浦幌之間的車站開始營業。一般車站。
- 1905年4月1日 - 被編入國有鐵道。
- 1910年9月22日：網走線（後來的網走本線、池北線）本站～陸別間開始營業[7]。
- 1984年2月1日 - 廢除貨物處理。同時廢除機車庫並將車輛轉移至釧路車輛管理處。
- 1985年3月14日 - 廢除行李處理。
- 1987年4月1日：國鐵分割民營化後，由JR北海道繼承。
- 1989年6月4日：池北線廢線，並由北海道池北高原鐵道繼承。
- 2006年4月21日：北海道池北高原鐵道故鄉銀河線廢線。
- 2010年4月20日：於檢票口的預錄廣播及供特急列車使用的發車音樂，改採用由池田町出身、DREAMS COME TRUE成員吉田美和的人聲及其所創作音樂[8]。
- 2016年10月3-5日：為消除1號月台上列車與月台的差距，臨時封閉進行改善工程[9][10]。
- 2022年度：設置「語音式售票機」[11]。
- 2025年3月15日：隨時間表改正，下行特急「大空7號」於本站通過，成為28年來首班定期旅客列車通過本站[12]。

## 周邊
位於池田町的中心部份，附近有役場及不少公共設施。
- 國道242號
- 池田町役場
- 池田警察署
- 十勝池田郵政局（併設日本郵政帶廣分店十勝池田配送據點）
- 北洋銀行池田分店
- 十勝池田町農業協同組合（JA十勝池田町）池田分所
- CASTLE LAND 池田
- 池田町立池田小學
- 十勝巴士「池田車站前」站（廢除故鄉銀河線後的化替巴士）

## 售賣便當
以前有2間店舖售賣便當，而現在只有在車站前的1間餐廳售賣。出名的便當有「親子便當」、「十勝紅酒牛排便當」及「香蕉饅頭」。此外，牛排便當必須預約訂購，並提供乘坐的列車資料。之後在該列車附近收取。

## 相鄰車站
北海道旅客鐵道（JR北海道）
■根室本線
■特急「大空」7號
通過
■特急「大空」4號
帶廣（K31）←池田（K36）←釧路（K53）
■特急「大空」（大部份）
帶廣（K31）－池田（K36）－白糠（K47）
■特急「大空」2,9號
帶廣（K31）－池田（K36）－浦幌（K40）
■普通
利別（K35）－池田（K36）－（昭榮信號場）－十弗（K37）

### 曾經存在的路線
北海道池北高原鐵道
故鄉銀河線
池田－樣舞

## 外部連結
- JR北海道 – 池田車站 （页面存档备份，存于）（日語）
- 池田車站 （页面存档备份，存于）（日語）
- 全驛參觀之旅 （页面存档备份，存于）（日語）